# Konferencja w Pszczynie
Konferencja w Pszczynie – obradująca w październiku i listopadzie 1916 w Pszczynie konferencja przedstawicieli Niemiec i Austro-Węgier.
W wyniku konferencji ustalono, że z powodu znaczących strat osobowych w trwającej I wojnie światowej armie niemiecka i austro-węgierska zmuszone są do szukania uzupełnień wśród mieszkańców okupowanego przez oba państwa Królestwa Kongresowego, którego rezerwy oceniano na 1 milion potencjalnych żołnierzy.
W efekcie konferencji wydany został przez cesarza Niemiec Wilhelma II oraz cesarza Austrii i króla Węgier Franciszka Józefa I tak zwany akt 5 listopada, w którym obiecano w nieokreślonej przyszłości budowę w niesprecyzowanych granicach nowego państwa polskiego (zobacz Królestwo Polskie).
9 listopada 1916 generał-gubernator warszawski Hans Hartwig von Beseler wydał proklamację, nawołującą do tworzenia ochotniczych formacji polskich do walki z Rosją. 6 grudnia 1916 władze okupacyjne ogłosiły rozporządzenie o Tymczasowej Radzie Stanu w Królestwie Kongresowym.
Wyprzedzające wezwanie do tworzenia jednostek ochotniczych uświadomiło jednak społeczeństwu rzeczywisty cel manifestu dwóch cesarzy i wywołało negatywne reakcje, nie przyniosło także szerszego oddźwięku.